# バナナ・スピリット
「バナナ・スピリット」は、1980年10月 - 11月にNHKの『みんなのうた』で放送された、西岡恭蔵の楽曲。

## 解説
バナナショップでアイスクリームを食べて、ジュースを飲む様を表現した歌。アニメーションは若井丈児の担当。
放送されて9ヶ月後の1981年8月 - 9月に再放送された。
西岡とKUROの音楽活動が、日本の「国民的な音楽番組」とも呼べる『みんなのうた』で放映され、音楽の世界、放送の世界、テレビの世界で実力が認められる存在になった曲と言える。西岡はこの後、1981年頃より体調を崩してゆくことになる。

## 収録曲
| 全作詞: KURO、全作曲: 西岡恭蔵。 |                            |           |            |          |      |
| #                                | タイトル                   | 作詞      | 作曲・編曲 | 編曲     | 時間 |
| 1.                               | 「バナナ・スピリット」     | KURO      | 西岡恭蔵   | 中西康晴 | 3:52 |
| 2.                               | 「ねぇシャイニン・ガール」 | KURO      | 西岡恭蔵   | 鈴木茂   | 4:16 |
| 合計時間:                        | 合計時間:                  | 合計時間: | 8:08       |          |      |